# Закон о спречавању пиратерије на интернету (САД)
Закон о спречавању пиратерије на интернету (енгл. Stop Online Piracy Act (SOPA)), познат и као H.R.3261, предложени је закон који је представљен 26. октобра 2011. године у Представничком дому САД. Предлагач закона је Ламар Смит, посланик Републиканске странке у Представничком дому и група од 12 посланика, чланова Републиканске и Демократске странке.
Предлог закона проширује овлашћења органа за спровођење закона САД и носилаца ауторских права да се боре против неовлашћеног ширења, фалсификовања и трговине заштићене интелектуалне својине преко интернета. Предлог закона је тренутно пред Одбором за правосудна питања Представничког дома.
Закон би омогућио Министарству правде САД, као и носиоцима ауторских права, да траже судске мере и заштиту против интернет страница оптужених за омогућавање или олакшавање кршења ауторских права. У зависности од тога ко тражи судску заштиту, мере могу укључивати забрану интернет оглашивачима и посредницима код плаћања, као што је Пејпал, да послују са сајтом који крши ауторска права, забрану интернет претраживачима да приказују линкове ка тим сајтовима, и захтев интернет провајдерима да блокирају приступ тим сајтовима. Закон би учинио неовлашћено приказивање садржаја заштићеног ауторским правима кривичним делом. Закон такође даје имунитет пружаоцима Интернет услуга који добровољно предузму мере против сајтова који крше ауторска права, и такође прописује одговорност за штету носилаца ауторских права, уколико свесно погрешно оптуже неки сајт за кршење ауторских права.
Заговорници кажу да закон штити тржиште интелектуалне својине и одговарајућу индустрију, радна места и приходе, и да је потребан да ојача спровођење закона о ауторском праву, посебно против страних сајтова.
Противници закона, међу којима су компаније Гугл, Фејсбук, Јаху, Твитер, Мозила, Задужбина Викимедија, као и организације Хјуман рајтс воч и Америчка унија за грађанске слободе, наводе да би закон, под изговором заштите ауторских права, могао довести до цензуре. Сергеј Брин, један од оснивача Гугла, упоредио је закон са цензуром у Ирану и Кини.
Представнички дом САД је заказао другу седницу која ће бити одржана после зимске паузе.